# 沃伦州州长
沃伦州州长（烏克蘭語：Волинська обласна державна адміністрація）是沃伦州行政部门的负责人。该职位由乌克兰总统任命。现任州长为尤里·波古利亚伊科。